# Nationalpark Sacromonte
Der nur etwa 0,47 km² umfassende Nationalpark Sacromonte bei der ca. 35.000 Einwohner zählenden Stadt Amecameca de Juárez ist einer der kleinsten Mexikos. Er umschließt das Santuario del Señor del Sacromonte, eines der wichtigsten des Landes, welches beim Erdbeben vom 19. September 2017 stark beschädigt wurde.

## Lage
Die Stadt Amecameca liegt nahe beim Nationalpark Iztaccíhuatl-Popocatépetl und dem zwischen den Bergen befindlichen Paso de Cortés etwa 62 km (Fahrtstrecke) südöstlich von Mexiko-Stadt in einer Höhe von ca. 2420 m. Das Santuario del Señor del Sacromonte befindet sich etwa auf halber Höhe eines ca. 200 m hohen Hügels am westlichen Stadtrand.

## Beschreibung
Das Santuario del Señor del Sacromonte, ein ehemaliges Franziskaner-Kloster, wurde über den Ruinen eines vorkolonialen Heiligtums der hier ansässigen Indios errichtet. Es entstand im 16. Jahrhundert, wurde aber immer wieder erweitert und verändert. Die heute sichtbaren Bauten stammen im Wesentlichen aus dem 17. und 18. Jahrhundert. Auf der Spitze des Hügels befinden sich eine ältere Kirche und ein Friedhof.

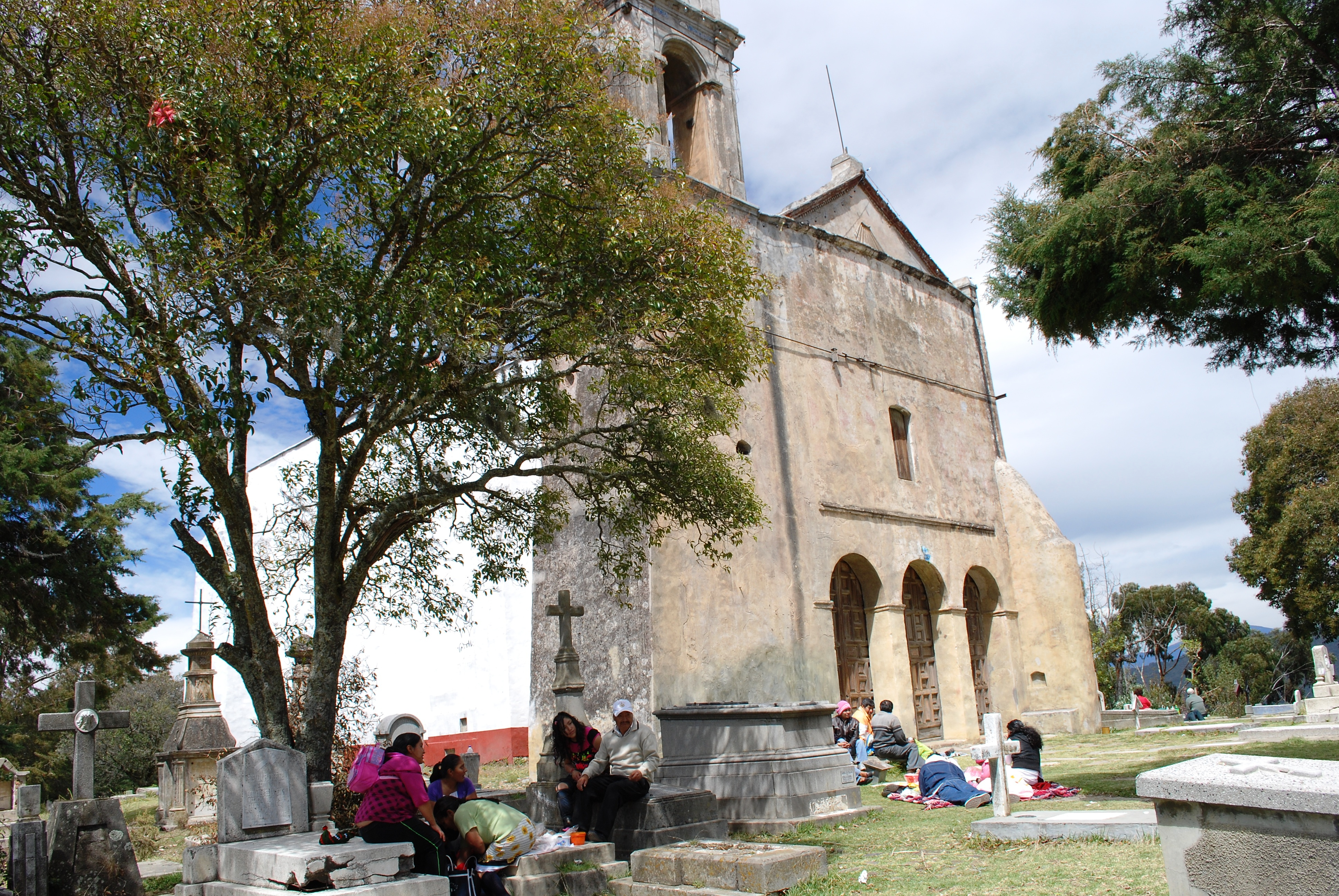
Alte Kirche und Friedhof
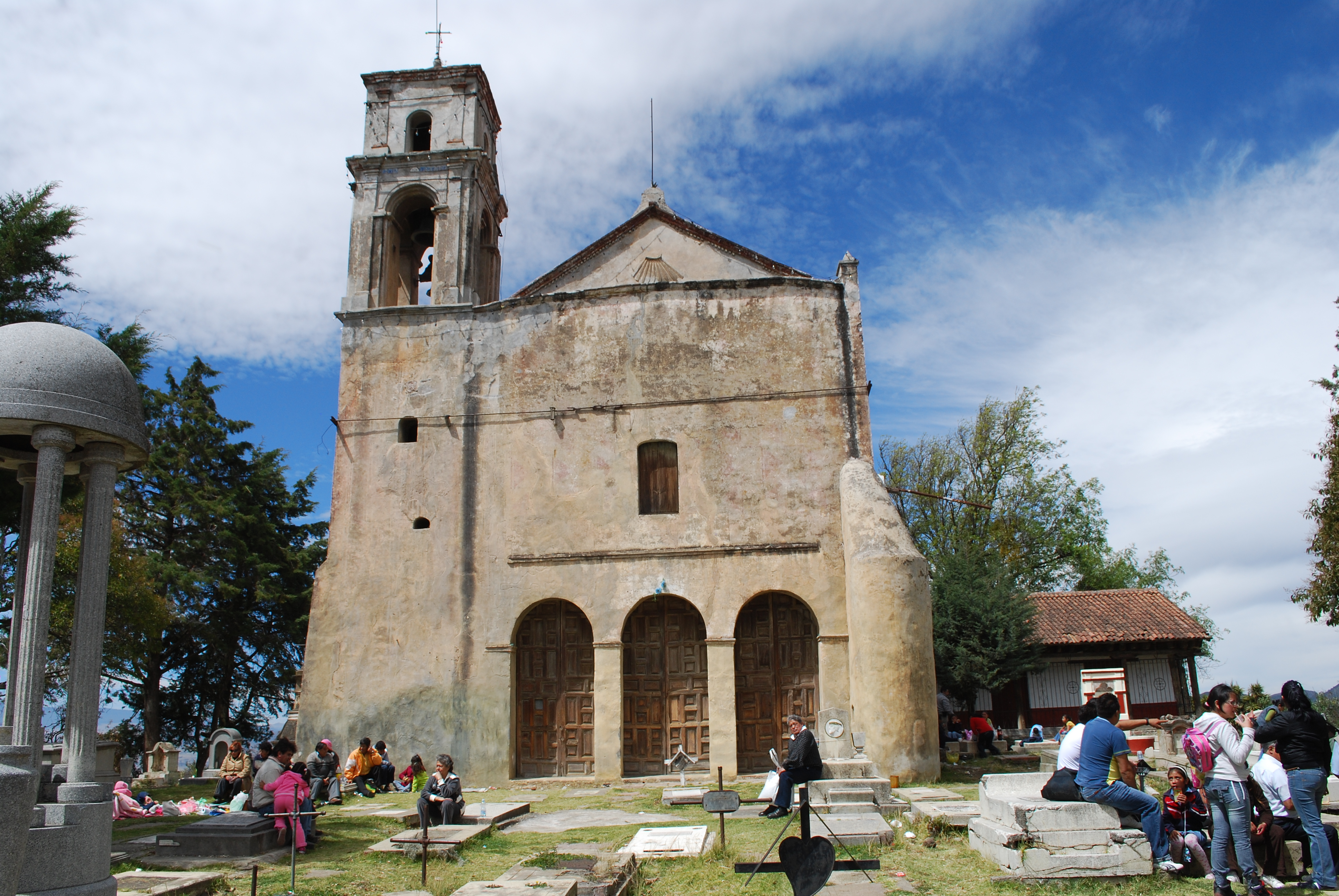
dto.